# Тудоран, Раду
Раду Тудоран при рождении – Николае Богза (рум. Radu Tudoran; 8 марта 1910, Блежой, Королевство Румыния — 18 ноября 1992, Бухарест) – румынский писатель
, переводчик, лингвист.

## Биография
Родился в семье морского чиновника. Брат музыканта и философа Александру Богза и писателя Джео Богза.
Окончил Военную гимназию в 1930 году, затем в 1932 году – Офицерскую военную школу в Сибиу, в 1932—1938 годах служил офицером румынской армии.
С 1938 года занимался литературным творчеством.
Автор ряда бестселлеров, цикла романов, посвященных Румынии XX века «Конец тысячелетия». В 1977 году общее количество опубликованных его книг — почти каждая переиздавалась несколько раз — превысило 1 500 000 печатных экземпляров.
Переводил Александра Бека⁠, Александра Фадеева, Ивана Гончарова, Болеслава Пруса, Анатолия Рыбакова, Тихона Семушкина, Манафа Сулейманова, Алексея Толстого, Жюль Верна , Виталия Закруткина, Антонина Запотоцкого и других.
Умер в результате заболевания атеросклерозом, после нескольких безуспешных хирургических операций

## Избранная библиография
- 1931 – Anotimpuri
- 1945 – Un port la răsărit
- 1947 – Intoarcerea fiului risipitor
- 1954 – Toate pânzele sus!
- 1957 – Toat pînzele sus!
- 1963 – Dunărea revărsată
- 1970 – Fiul risipitor
- 1973 – Maria și marea
- 1978 – Casa domnului Alcibiade
- 1982 – Retragerea fără torțe
- 1983 – O lume întreagă
- 1984 – Ieșirea la mare
- 1985 – Victoria neînaripată
- 1985 – Sfîrşit de mileniu
- 1986 – Privighetoarea de ziuă
- 1987 – Flăcările
- 1989 – O sută una lovituri de tun
- 1991 – Ferma "Cotofana veselă"